# اوغوكوماندو هامان

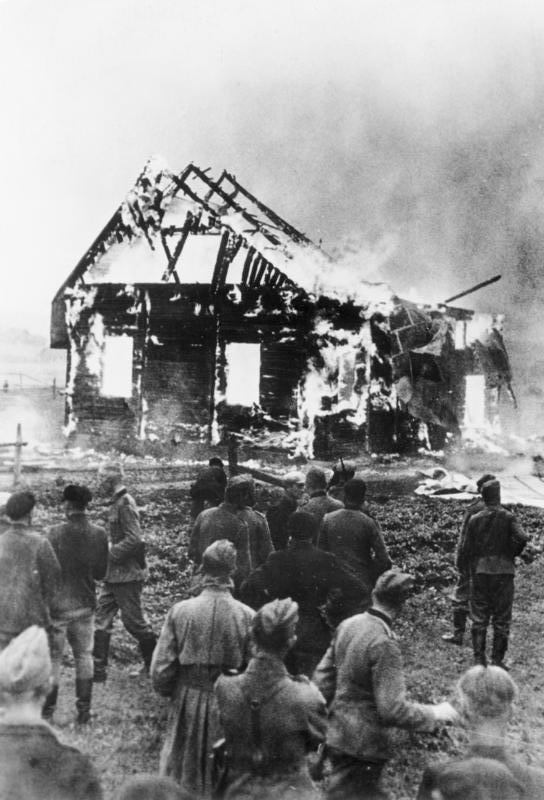

Rollkommando Hamann (بالليتوانية: skrajojantis būrys) ) وحدة قتل متنقلة صغيرة ارتكبت عمليات قتل جماعي بحق اليهود الليتوانيين في الريف في يوليو - أكتوبر 1941،  ويقدر عدد القتلى بما لا يقل عن 60,000 يهودي.  كانت الوحدة مسؤولة أيضًا عن العديد من جرائم القتل في لاتفيا من يوليو حتى أغسطس 1941. في نهاية عام 1941 تمت إبادة يهود ليتوانيا بشكل فعال من قبل وحدة هامان في الريف من قبل Ypatingasis būrys في مذبحة بوناري، وبواسطة Tautinio Darbo Apsaugos Batalionas في الحصن التاسع في كاوناس. في حوالي ستة أشهر قُتل ما يقدر بنحو 80٪ من جميع اليهود الليتوانيين.  تم تجنيب القلة المتبقية لاستخدامها كقوة عاملة وتركزت في الأحياء الحضرية الحضرية، ولا سيما فيلنا وكاوناس غيتوس.

## منظمة
تتألف المجموعة من 8-10  ألماني من اينساتسكوماندو 3، بقيادة إس إس - اوبرستورموهر خواكيم هامان، وعشرات من الليتوانيين من السرية الثالثة لـ Tautinio Darbo Apsaugos Batalionas (TDA)، بقيادة Bronius Norkus.  ولم يكن للوحدة هيكل دائم، وقد دعيت للقيام بمهام مخصصة في مدن مختلفة في ليتوانيا. نادرًا ما شارك هامان نفسه في عمليات القتل الفعلية. يوثق تقرير ياجر عمليات الإعدام الجماعية التي نفذتها الوحدة في 54 موقعًا عبر ليتوانيا.  من 13 يوليو إلى 22 أغسطس 1941 ، عمل الكوماندوز خارج داوغافبيلس، لاتفيا. خلال هذا الوقت، قتل الكوماندوز 9102 شخصًا، جميعهم تقريبًا من اليهود، من غيتو دوجافبيلس. 